# Hanne Hjort
Hanne B Hjort, född Levy 30 december 1933 i Köpenhamn, är en dansk-svensk inredningsarkitekt. Hon ingick 1957 äktenskap med inredningsarkitekt Kjell Hjort.
Hjort, som är dotter till konstnär Eigil Levy och Helga Nyman, avlade studentexamen 1952 och arkitektexamen i Köpenhamn 1955. Hon var anställd hos inredningsarkitekt Sven Kai-Larsen i Stockholm 1957–1964, delägare i firma Hanne och Kjell Hjort Inredningsarkitekter 1964–1966 och därefter anställd hos Bra Bohag AB, sektion inredning, i Malmö.